# سوروس (باد كاليه)
سوروس، باد كاليه (بالفرنسية: Sorrus)‏ هي بلدية تقع في إقليم باد كاليه من منطقة نور با دو كاليه في شمال فرنسا. تبلغ مساحة هذه المدينة 6.79 (كم²)، وترتفع عن سطح البحر 45 م، يبلغ عدد سكانها 622 نسمة حسب إحصاء المعهد الوطني للإحصاء والدراسات الاقتصادية سنة 2009 م. وترأس Bernard Oudart البلدية خلال فترة (2001-2008).